# Erdősmecske, Baranya
Erdősmecske (în germană Metschge) este un sat în districtul Pécsvárad, județul Baranya, Ungaria, având o populație de 395 de locuitori (2011). 

## Demografie
Componența etnică a satului Erdősmecske
     Maghiari (74,9%)
     Germani (25,1%)
Componența confesională a satului Erdősmecske
     Romano-catolici (78,73%)
     Fără religie (6,84%)
     Reformați (2,53%)
     Luterani (1,27%)
     Necunoscută (10,63%)
Conform recensământului din 2011, satul Erdősmecske avea 395 de locuitori. Din punct de vedere etnic, majoritatea locuitorilor (74,9%) erau maghiari, cu o minoritate de germani (25,1%).  Din punct de vedere confesional, majoritatea locuitorilor (78,73%) erau romano-catolici, existând și minorități de persoane fără religie (6,84%), reformați (2,53%) și luterani (1,27%). Pentru 10,63% din locuitori nu este cunoscută apartenența confesională.